# Intel Core i7
Intel Core i7 — серія високопродуктивних процесорів x86-64 від Intel, яка вперше представлена в 2008 році. Лінійка включає кілька поколінь, починаючи з мікроархітектури Nehalem і до сучасних Alder Lake та Raptor Lake. Ці процесори використовуються в настільних ПК, ноутбуках та робочих станціях. Є продовженням родини Intel Core 2. Всі три існуючі і дві майбутні моделі процесорів — чотирьохядерні. Ідентифікатор Core i7 застосовується і до початкової родини з робочою назвою Bloomfield, запущених в 2008 році. Назва Core i7 нічого не означає, вона лиш продовжує серію брендів Core 2 і Core. Офіційно процесори цього сімейства оголошені у продаж з 17 листопада 2008 року.

## Розвиток мікроархітектури
Лінійка Intel Core i7 включає кілька поколінь процесорів, кожне з яких базується на вдосконаленій мікроархітектурі:
- Nehalem (2008) — 45-нм техпроцес.
- Sandy Bridge (2011) — 32-нм техпроцес, інтегрована графіка.
- Ivy Bridge (2012) — 22-нм техпроцес, підвищена енергоефективність.
- Haswell (2013) і Broadwell (2014) — 22-нм і 14-нм відповідно, підтримка AVX2.
- Skylake, Kaby Lake, Coffee Lake (2015–2019) — 14-нм, підвищена частота і покращена продуктивність.
- Ice Lake, Tiger Lake (2019–2021) — 10-нм, підтримка Thunderbolt 4 і PCIe 4.0.
- Alder Lake, Raptor Lake (2022–2025) — 10-нм і 7-нм техпроцес, гібридна архітектура з продуктивними і енергоефективними ядрами.

## Intel core 2 duo
Ось деякі з них в порівнянні з Core 2:
- FSB замінена на QuickPath. Це означає, що материнська плата має використовувати чипсет, що підтримує QuickPath.
- Контролер пам'яті:
  - Контролер пам'яті знаходиться в самому процесорі, а не в окремому чипсеті. Таким чином, процесор має прямий доступ до пам'яті. Частина де знаходиться контролер називається позаядерною, тому контролер функціонує на відмінній від ядер тактовій частоті.
  - Як наслідок розміщення контролера пам'яті, Core i7 підтримує лише DDR3.
  - Контролер пам'яті підтримує до 3-х каналів пам'яті, і в кожному може бути один або два блоки пам'яті DDR3 DIMM. Тому материнські плати для Core i7 підтримують до 6 планок пам'яті, а не 4, як Core 2.
- Кеші:
  - 32 КБ L1 кешу для інструкцій і 32 КБ L1 кешу для даних на ядро.
  - 256 КБ L2 кешу (комбіновано для інструкцій і даних) на ядро.
  - 8 МБ L3 кешу (комбіновано для інструкцій і даних) на всі ядра.
- Core i7 є однокристальним: всі чотири ядра, контролер пам'яті, і всі кеші знаходяться на одному кристалі.
- «Turbo Boost» технологія, що дозволяє всім активним ядрам інтелектуально збільшувати свою частоту кроками по 133 MHz понад базову частоту допоки процесор не перевищив норм по тепловиділенню і енергоспоживанню.[9]
- Ядра Core i7 можуть використовувати Hyper-threading, коли за один раз іноді виконуються інструкції двох різних ниток виконання. Ця можливість була представлена в архітектурі NetBurst, але від неї відмовились в Core.
- Core i7 не призначений для багатопроцесорних материнських плат, тому присутній лише один інтерфейс QuickPath.
- 45 нм техпроцес.
- 731 мільйон транзисторів.
- Площа кристалу 263 мм2.
- Система керування живленням може перемикати у режим відсутності живлення невикористовувані обчислювальні ядра процесора.
- Підтримка наборів команд SSE4.2 і SSE4.1.

## Технічні характеристики
Ранні моделі Core i7 мали 4 ядра і 8 потоків завдяки технології Hyper-Threading. Сучасні процесори можуть мати до 16 ядер (8 продуктивних + 8 енергоефективних) і 24 потоки, що значно покращує продуктивність у багатозадачних середовищах.

#### Підтримка пам'яті
Сучасні процесори Core i7 підтримують:
- DDR4 з частотою до 3200 МГц.
- DDR5 з частотою до 6400 МГц у новітніх моделях.

#### Технології
Core i7 підтримує такі інноваційні функції:
- Turbo Boost 3.0 — автоматичне підвищення частоти роботи ядер під час пікових навантажень.
- Hyper-Threading — технологія паралельної обробки потоків.
- Thermal Velocity Boost — короткочасне підвищення частоти при сприятливих умовах.
- Deep Learning Boost — оптимізація для завдань штучного інтелекту.

## Процесори

### Сімейства
| Сімейство процесорів Intel Core i7   | Сімейство процесорів Intel Core i7 | Сімейство процесорів Intel Core i7            | Сімейство процесорів Intel Core i7 | Сімейство процесорів Intel Core i7 | Сімейство процесорів Intel Core i7 |
| Назва                                | Логотип                            | Новий логотип                                 | Десктоп                            | Десктоп                            | Десктоп                            |
| Назва                                | Логотип                            | Новий логотип                                 | Кодова назва                       | Ядра                               | Дата виходу                        |
| ------------------------------------ | ---------------------------------- | --------------------------------------------- | ---------------------------------- | ---------------------------------- | ---------------------------------- |
| Intel Core i7                        |                                    | Intel Core i7 logo as of 2009                 | Bloomfield                         | quad (45 нм)                       | 17 листопада 2008                  |
| Intel Core i7, Extreme Edition       |                                    | Intel Core i7 Extreme Edition logo as of 2009 | Bloomfield XE                      | quad (45 нм)                       | 17 листопада 2008                  |
| Список мікропроцесорів Intel Core i7 |                                    |                                               |                                    |                                    |                                    |

### Моделі
- Приведено частоти процесорів в нормальному стані. «Turbo boost» може збільшити швидкість, оскільки піднімає частоту (133MHz, якщо не розігнаний) до заданої межі протягом короткого періоду, коли це потрібно, що може бути корисним для однопоточних програм.
- Чипсет 965 XE має окремі незаблоковані множники для пам'яті та ядра.
  - Intel не гарантує частоти ядра, вищі за вказані у таблиці[4]. Rates above 5GHz have been reported[джерело?].
  - Intel не гарантує частоту пам'яті, вищу за вказану у таблиці[4]. Rates above DDR3-2000 have been reported[джерело?].
- Процесори мають потужність (Thermal Design Power) 130W, в дійсності вона менша, оскільки процесор рідко використовується на повну потужність. Ця опція може бути відключена в більшості нових материнських платах у BIOS[10].
- Ціна — оптова ціна Intel за партії в 1000 штук в USD.

| Core i7 Model        | Тех. процес | Ядра (Потоки) | Core Clock (ГГц) | Uncore Clock (ГГц) | Базова частота (МГц) | Core Multiplier (Core/Base Ratio) | Uncore Multiplier (Uncore/Base Ratio) | Ціна | Кеш                                    | Контролер пам'яті | QuickPath Interface | TDP (Ват) | Сокет    | Дата виходу     |
| -------------------- | ----------- | ------------- | ---------------- | ------------------ | -------------------- | --------------------------------- | ------------------------------------- | ---- | -------------------------------------- | ----------------- | ------------------- | --------- | -------- | --------------- |
| 920                  | 45 нм       | 4 (8)         | 2.66             | 2,13               | 133                  | 20                                | 16                                    | $284 | 256 КБ L2 на ядро 8 МБ L3 на всі ядра  | 3x DDR3-800/1066  | 1x 4,8 GT/s         | 130       | LGA 1366 | 17 лис 2008     |
| 940                  | 45 нм       | 4 (8)         | 2,93             | 2,13               | 133                  | 22                                | 16                                    | $562 | 256 КБ L2 на ядро 8 МБ L3 на всі ядра  | 3x DDR3-800/1066  | 1x 4,8 GT/s         | 130       | LGA 1366 | 17 лис 2008     |
| 950                  | 45 нм       | 4 (8)         | 3,06             | ?                  | 133                  | 23                                | ?                                     | $562 | 256 КБ L2 на ядро 8 МБ L3 на всі ядра  | 3x DDR3-800/1066  | 1x 4,8 GT/s         | 130       | LGA 1366 | 31 тра 2009     |
| 965 Extreme Edition  | 45 нм       | 4 (8)         | 3,20             | 2,66               | 133                  | 24                                | 20                                    | $999 | 256 КБ L2 на ядро 8 МБ L3 на всі ядра  | 3x DDR3-800/1066  | 1x 6,4 GT/s         | 130       | LGA 1366 | 17 лис 2008     |
| 975 Extreme Edition  | 45 нм       | 4 (8)         | 3,33             | ?                  | 133                  | 25                                | ?                                     | $999 | 256 КБ L2 на ядро 8 МБ L3 на всі ядра  | 3x DDR3-800/1066  | 1x 6,4 GT/s         | 130       | LGA 1366 | 31 тра 2009     |
| 980X Extreme Edition | 32 нм       | 6 (12)        | 3,33             | ?                  | 133                  | ?                                 | ?                                     | ?    | 256 КБ L2 на ядро 12 МБ L3 на всі ядра | 3x DDR3-800/1066  | 1x 6,4 GT/s         | 130       | LGA 1366 | 10 березня 2010 |

## Сокети та материнські плати
Процесори Core i7 сумісні з різними сокетами залежно від покоління:
- LGA 1366 (Nehalem).
- LGA 1155, 1150, 1151 (Sandy Bridge — Coffee Lake).
- LGA 1200 (Comet Lake).
- LGA 1700 (Alder Lake, Raptor Lake).

## Продуктивність
Система з одним процесором 2.93 GHz Core i7 940 була використана для запуску програми тестування продуктивності 3DMark Vantage і дала результат за процесорною підсистемою 17 966 умовних балів. Один 2.66 GHz Core i7 920 дав 16,294 балів. А один 2.4 GHz Core 2 Duo E6600 — 4,300.
AnandTech випробувала технологію Intel QuickPath Interconnect (версія 4.8 GT/s) і оцінила пропускну здатність копіювання за допомогою використання пам'яті частотою 1066 MHz DDR3 в трьохканальному режимі, в 12.0 GB/s. А система 3.0 GHz Core 2 Quad де використана пам'ять 1066 MHz DDR3 в двоканальному режимі досягла 6.9 GB/s.
Оверклокінг буде можливий у всіх моделях дев'ятисотої серії сукупно з материнськими платами оснащеними чипсетом X58. Однак, використання «продуктивної» пам'яті DDR3 DIMMs, що потребує напруги більше 1.65v, не можливе через імовірність пошкодження внутрішнього контролера пам'яті, що вбудований в кристал процесора.
В тесті Super PI 1M, процесор Core i7 920 що працював на частоті 2.66 ГГц пройшов тест за 15.36 секунд, у той час як QX9770 (3.2 ГГц) — за 14.42 секунди.

## Енергоспоживання
Енергоспоживання (TDP) залежить від моделі та покоління:
- Від 45 Вт для мобільних процесорів.
- До 125 Вт для високопродуктивних настільних моделей.
- У режимі Turbo можливе тимчасове підвищення TDP до 253 Вт.